# 普里希布湖
47°55′35″N 44°41′44″E / 47.92639°N 44.69556°E
普里希布湖（俄语：Пришиб），是俄羅斯的鹹水湖，位於該國西南部，由卡爾梅克共和國負責管轄，長5.8公里、寬2.5公里，面積9.26平方公里，集水區面積68.5平方公里。